# Plasmă bogată în trombocite
Plasma bogată în trombocite (PRP), cunoscută și sub denumirea de plasmă autologă condiționată, este un concentrat de proteine plasmatice derivate din sânge integral, centrifugat pentru a elimina globulele roșii, dar reținând trombocitele. Deși promovată pentru tratarea diferitelor afecțiuni medicale, dovezile beneficiilor sale au fost mixte începând cu 2020, demonstrând eficacitate în anumite afecțiuni și ineficacitate în altele.
Ca sursă concentrată de plasmă sanguină și plasmă autologă condiționată, PRP conține multipli factori de creștere și alte citokine care pot stimula vindecarea țesuturilor moi și a articulațiilor. Indicațiile pentru utilizarea sa includ medicina sportivă și ortopedie (cum ar fi întinderi musculare acute, tendinopatie, tendinoză, leziuni musculo-fasciale și osteoartrita), dermatologie (pentru alopecie androgenică, vindecarea rănilor și întinerirea pielii) și chiar proctologie (pentru fistulă en ano).
Există diverse protocoale de preparare, având ca principiul de bază concentrarea trombocitelor la niveluri fiziologice de 3-5 ori mai mari, apoi injectarea acestui concentrat în țesutul unde se dorește vindecarea. Dincolo de practica clinică, PRP a fost utilizat în diverse aplicații de inginerie tisulară care implică repararea oaselor, cartilajelor, pielii și țesuturilor moi. Acesta servește ca sursă pentru livrarea factorilor de creștere și/sau a celulelor în cadrul unor construcții proiectate prin inginerie tisulară, adesea în combinație cu biomateriale.

## Utilizare medicală
Dovezile privind beneficiile PRP sunt mixte, cu unele dovezi pentru utilizarea în anumite afecțiuni și împotriva utilizării în alte afecțiuni. A fost investigat pentru tendinopatie cronică, osteoartrită, în chirurgie orală, și în chirurgie plastică.

### Tendinită la cot
Nu există dovezi solide care să ateste că injecțiile cu PRP sau sânge autolog îmbunătățesc vindecarea tendoanelor cotului.

### Boala coafei rotatorilor
O analiză și o meta-analiză din 2022 au arătat rezultate îmbunătățite evaluate de pacienți la pacienții cu rupturi parțiale ale coafei rotatorilor. La 8 săptămâni după injectare, au constatat că PRP este eficient. Un studiu prospectiv din 2021 a examinat eficacitatea PRP pentru rupturile parțiale ale coafei rotatorilor. Pacienților li s-au administrat 2 injecții separate cu PRP și au fost urmăriți timp de 2 ani. Studiul a menționat: „Nu s-au observat evenimente adverse la niciun pacient. Pe baza scorurilor de evaluare globală, s-au observat rezultate pozitive la 77,9% dintre pacienți la 6 luni, 71,6% la 1 an și 68,8% dintre pacienți la 2 ani”. Aceștia au descoperit că PRP este cel mai eficient în tendoanele mai deteriorate. O meta-analiză din 2021 a constatat că PRP a fost eficient pentru rupturile parțiale ale coafei rotatorilor, dar efectele nu au mai fost evidente după 1 an.
S-a demonstrat că PRP este supanterior injecțiilor cu cortizon în mai multe studii. Acest lucru este evident mai ales pe termen lung.
O analiză din 2019 a constatat că nu este utilă în boala de coafă rotatorie. O analiză din 2018 a constatat că ar putea fi utilă. O analiză din 2009 a constatat puține studii randomizate controlate care au evaluat în mod adecvat siguranța și eficacitatea tratamentelor PRP și a concluzionat că PRP a fost „o opțiune de tratament promițătoare, dar nedovedită, pentru leziunile articulare, tendoane, ligamente și musculare”.

### Osteoartrită
Dovezi provizorii susțin utilizarea PRP în osteoartrită genunchiului. O meta-analiză din 2019 a constatat că PRP ar putea fi mai eficient în reducerea durerii și îmbunătățirea funcției decât acidul hialuronic în artrita genunchiului.

### Leziuni de menisc
O analiză din 2022 a constatat că la persoanele cu rupturi de menisc, tratamentul cu PRP a redus rata de eșec a intervențiilor chirurgicale de reparare a meniscului și a redus durerea postoperatorie. Cu toate acestea, analiza nu a găsit dovezi consistente că PRP a îmbunătățit funcția genunchiului.

### Chirurgie dentară
Plasma bogată în trombocite (PRP) este o tehnică emergentă în regenerarea țesuturilor, utilizată din ce în ce mai mult pentru a îmbunătăți vindecarea în chirurgia dentară și chirurgie orală, în special pentru pacienții în vârstă. PRP este derivat din pasângele pacientului prin centrifugare, concentrând factorii de creștere care sunt cruciali pentru vindecarea rănilor și repararea țesuturilor.
Extracții dentare și chirurgie parodontală: Aplicarea PRP în alveolară după extracțiile dentare îmbunătățește vindecarea țesuturilor moi și afectează pozitiv regenerarea osoasă, deși efectul asupra osului tinde să se diminueze după câteva zile.
În terapia parodontală, PRP dă rezultate mai bune atunci când este combinat cu alte materiale comparativ cu utilizarea sa singură.
Chirurgie implantară:
PRP a demonstrat rezultate promițătoare atunci când este utilizat ca material de acoperire în procedurile implantare, îmbunătățind procesul de vindecare.
Osteonecroza maxilarului legată de bifosfonați (BRONJ):
Combinarea chiuretajului osos necrotic cu aplicarea PRP a fost eficientă pentru tratarea BRONJ refractară, oferind rezultate de succes cu invazivitate minimă.

### Alte afecțiuni musculo-scheletice
O analiză Cochrane din 2014 privind leziunile musculo-scheletice a găsit dovezi foarte slabe pentru o scădere a durerii pe termen scurt și nicio diferență în funcție pe termen scurt, mediu sau lung. Nu s-a demonstrat utilitatea sa pentru vindecarea oaselor. O analiză din 2016 a augmentării cu grefă osoasă a găsit un singur studiu care a raportat o diferență în augmentarea osoasă, în timp ce patru studii nu au găsit nicio diferență. Comparativ cu alte tratamente conservatoare pentru afecțiuni ortopedice non-chirurgicale (de exemplu, injecția cu steroizi pentru faseita plantară), dovezile nu susțin utilizarea PRP ca tratament conservator. O analiză din 2018 a constatat că lipseau dovezi pentru tendinopatia achiliană. O meta-analiză din 2019 a constatat că, pentru majoritatea rezultatelor în tendinopatia achiliană, tratamentul cu PRP nu a diferit de tratamentul placebo. Un studiu din 2019 a realizat o analiză generală care „a luat în considerare studii care au inclus populații cu niveluri diferite de activitate fizică, inclusiv studii asupra populației sportive (sportivi profesioniști și/sau recreaționali) și studii care nu au menționat explicit implicarea unei populații sportive." Această anchetă a raportat doar dovezi de calitate slabă că PRP oferă beneficii clinice pentru tratamentul leziunilor acute ale mușchilor, tendoanelor și ligamentelor în orice populație.

### Căderea părului
Studiile au raportat că PRP este benefic pentru alopecia areata și alopecie androgenetică și poate fi utilizată ca alternativă la minoxidil sau finasteridă. O analiză a raportat că îmbunătățește densitatea și grosimea părului la ambele sexe. Se recomandă minimum 3 tratamente, o dată pe lună, timp de 3 luni, urmate de o perioadă de 3-6 luni de programări continue pentru întreținere. Factorii care determină eficacitatea includ numărul de sesiuni, centrifugarea dublă versus centrifugarea simplă, vârsta și sexul și locul de inserție.

### Reproducere asistată
PRP poate fi inoculat în cavitatea uterină, pentru a îmbunătăți receptivitatea endometrială în cazurile de endometru refractar. Studiile au raportat că inocularea intrauterină a PRP înainte de transferul de embrioni poate îngroșa endometrul și poate îmbunătăți prognosticul reproductiv. PRP a fost studiat pentru gestionarea Sindromului Asherman.
PRP poate fi inoculat experimental în ovar pentru a promova regenerarea țesutului ovarian. Principalele aplicații ar fi în cazurile de rezervă ovariană diminuată sau insuficiență ovariană prematură.
Un studiu observațional retrospectiv din 2023 a raportat eficacitatea PRP în rejuvenarea fertilității și viabilității ovariene în ceea ce privește „influența injecției intraovariene de PRP autolog asupra nivelurilor de E2”. și rezultatul sarcinii la femeile tratate cu PRP care aveau antecedente de infertilitate, anomalii hormonale, absența ciclului menstrual și insuficiență ovariană prematură într-un singur centru.”
O analiză din 2024 a arătat că PRP este benefic atunci când este utilizat ca injecții intraovariene la femeile cu fertilitate scăzută. PRP utilizat pentru probleme de fertilitate crește tensiunea abdominală (CAA), numărul de embrioni de clivaj și îmbunătățește rata de anulare la femeile cu rezervă ovariană scăzută. Cu toate acestea, „Deși a existat o îmbunătățire a hormonilor inițiali (hormon anti-müllerian, hormon foliculostimulant și estradiol) după injectarea intraovariană de PRP, această îmbunătățire nu a reușit să atingă semnificație statistică (cu excepția îmbunătățirii AMH seric analizat în studii cvasi-experimentale).”

### Ulcere venoase/ varicoase
Ulcerele venoase sunt plăgi persistente la nivelul gleznei sau al gambei care se deschid. O meta-analiză din 2024 a raportat un efect pozitiv asupra dimensiunii ulcerelor, precum și asupra timpului de vindecare completă pentru ulcerele venoase în comparație cu tratamentele standard. Un studiu care a combinat o terapie PRP cu tratamente convenționale pentru ulcerele venoase a raportat o îmbunătățire a calității vieții și a timpului de vindecare. „În ceea ce privește siguranța, rata de recurență în grupul PRP a fost semnificativ mai mică decât cea din grupul de control, în timp ce ratele de infecție și dermatită iritativă nu au arătat nicio diferență semnificativă față de grupul de control.”

### Ulcere diabetice ale piciorului
O meta-analiză din 2024 a raportat că factorii de creștere prezenți în PRP sunt vitali în vindecarea ulcerelor diabetice ale piciorului; în special în închiderea acestora. S-a raportat că tratamentele au crescut semnificativ rata de vindecare în comparație cu tratamentele convenționale.

### Medicină estetică
Terapia cu plasmă bogată în trombocite este o procedură minim invazivă care poate fi utilizată în medicina estetică pentru a trata afecțiuni ale pielii, cum ar fi îndepărtarea ridurilor, reducerea liniilor fine și ameliorarea petelor și căderea părului. Soluția concentrată de PRP este injectată în zona de tratament pentru a viza celulele și țesuturile deteriorate. Factorii de creștere și proteinele din PRP ajută la rejuvenarea pielii și la îmbunătățirea stării scalpului, stimulând creșterea părului.

## Efecte adverse
În majoritatea studiilor clinice s-a raportat un număr scăzut de efecte adverse. O analiză a raportat dovezi slabe de efecte nocive, care apar la rate comparabile, scăzute, la persoanele tratate și netratate.

## Compoziție
Cele trei categorii generale de preparare a PRP pe baza conținutului de leucocite și fibrină sunt PRP bogat în leucocite, PRP cu conținut redus de leucocite și fibrină bogată în trombocite, leucocite.
Eficacitatea anumitor factori de creștere în vindecarea diferitelor leziuni și concentrațiile acestor factori de creștere găsite în PRP reprezintă baza teoretică pentru utilizarea PRP în repararea țesuturilor. Deși nu sunt necesare pentru proces, trombocitele pot fi activate prin adăugarea de trombină sau clorură de calciu, care induc eliberarea factorilor din granulele alfa. Adăugarea de trombină sau clorură de calciu nu este necesară, deoarece trombina naturală activează celulele la injectare. Factorii de creștere și alte citokine prezente în PRP includ:
- factor de creștere derivat din trombocite
- factor de creștere transformant beta
- factor de creștere fibroblaste
- factor de creștere asemănător insulinei 1
- factor de creștere asemănător insulinei 2
- factor de creștere endotelial vascular A
- factor de creștere endotelial vascular C
- factor de creștere epidermală
- interleukina 8
- factor de creștere keratinocitară
- factor de creștere a țesutului conjunctiv
- factor de creștere hepatocitară
- factor derivat din celule stromale 1
- endostatină

## Fabricare
PRP se prepară prin prelevarea de sânge de la persoană și apoi supunerea acestuia la centrifugare menită să separe PRP de plasma săracă în trombocite și de globulele roșii. Acest lucru se face de obicei în clinică, folosind kituri și echipamente disponibile comercial. Substanța rezultată variază de la persoană la persoană și de la o unitate medicală la alta.

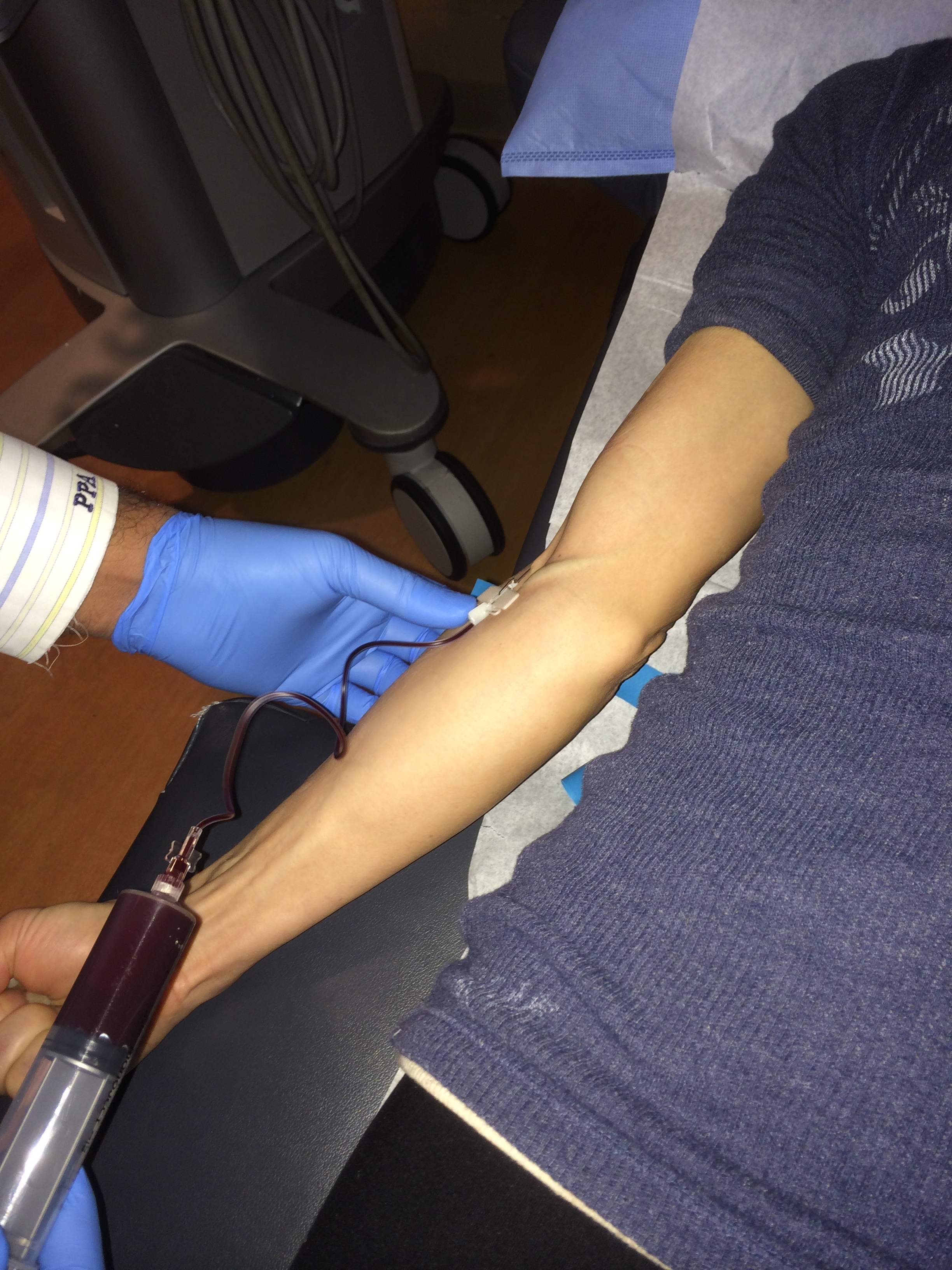
Recoltarea de sânge de la pacient
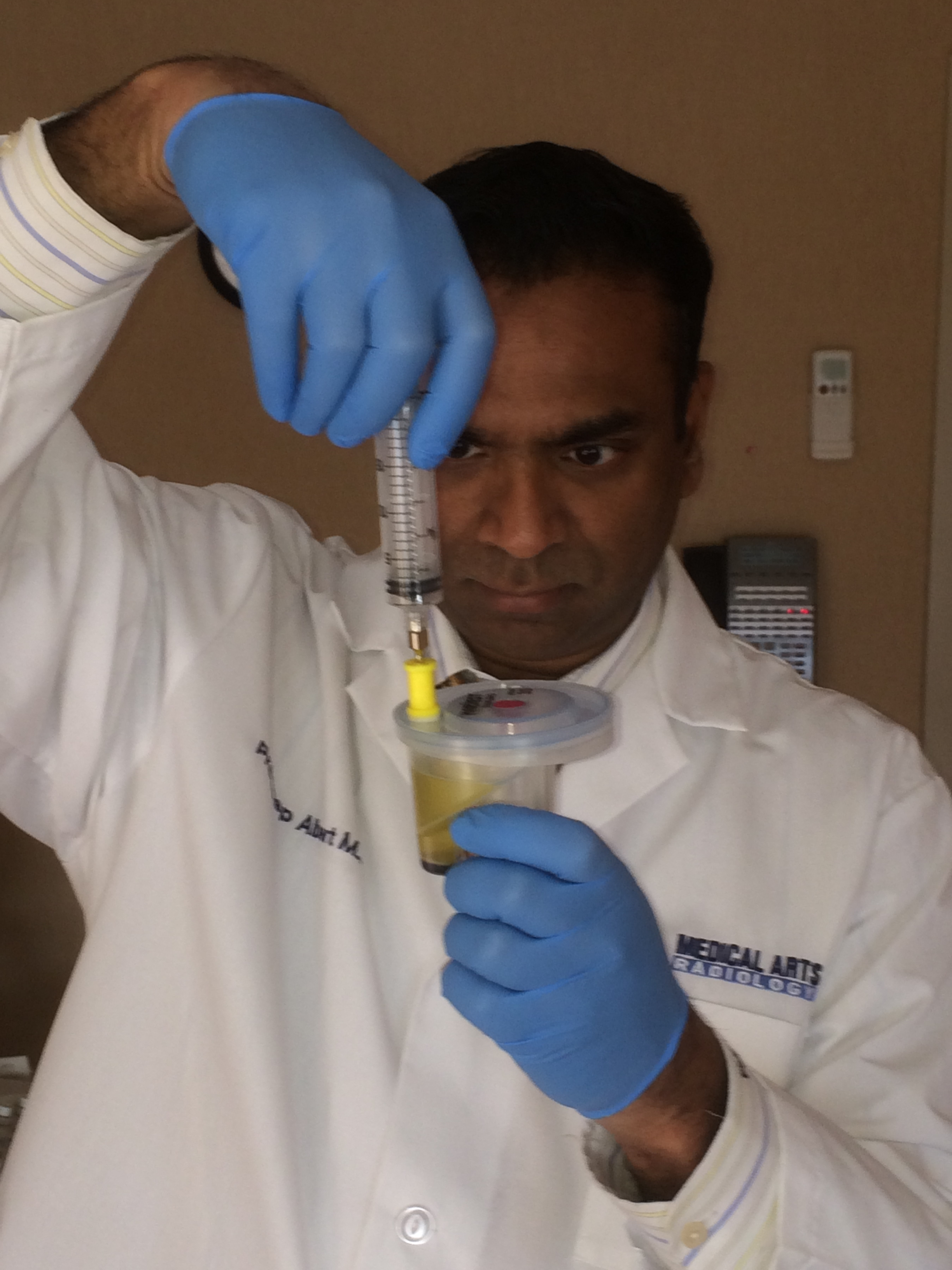
Îndepărtarea PRP după dublă centrifugare
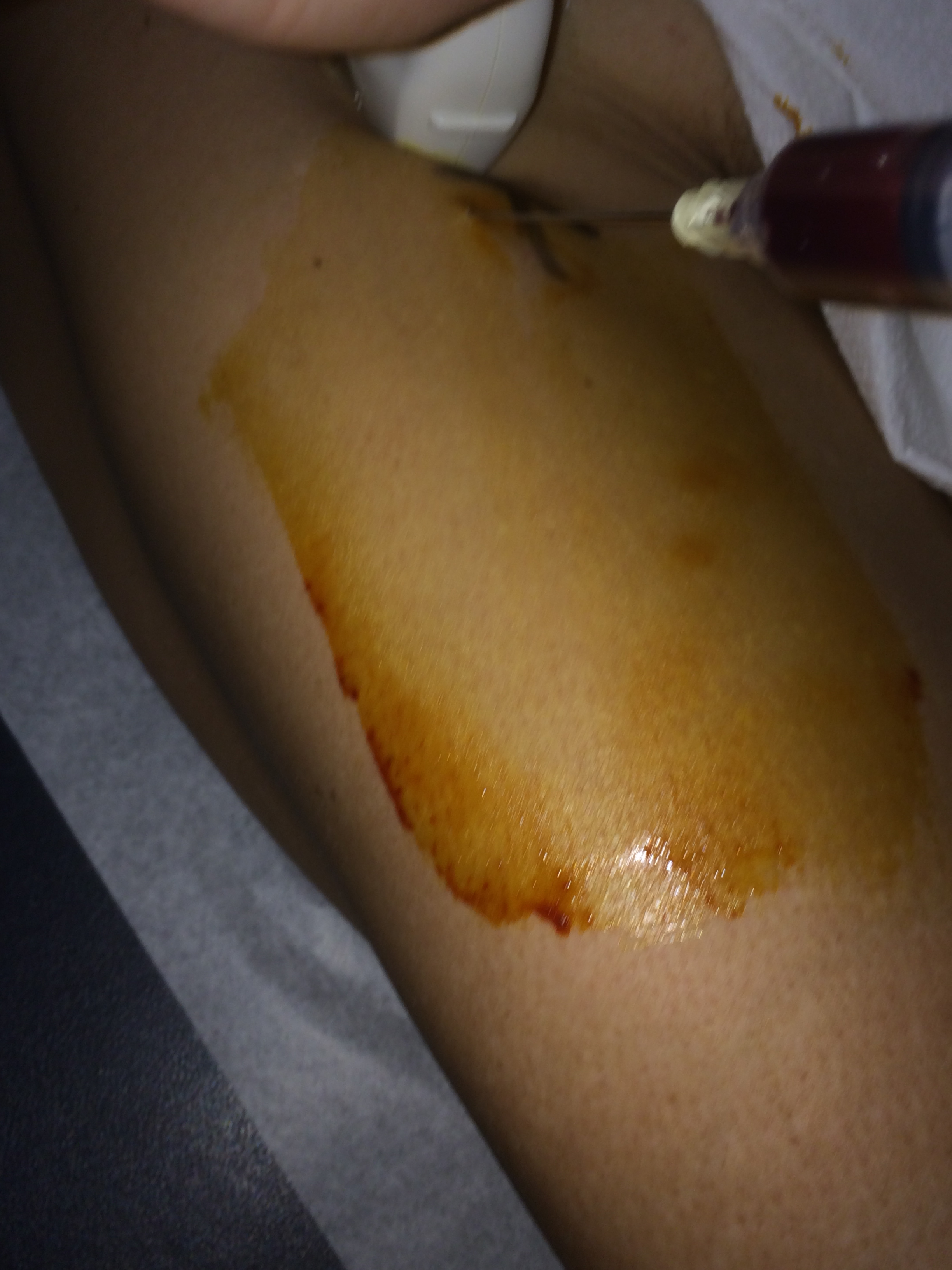
PRP este injectat în zona leziunii sub ghidaj ecografic

## Statut de reglementare
Utilizarea într-un cadru de cabinet nu este aprobată de FDA.

## Societate și cultură
PRP a atras atenția mass-media
În anii 2010, procedurile cosmetice comercializate sub denumirea de „tratamente faciale cu vampiri” au crescut în popularitate, alimentate de susținerea celebrităților. Aceste tratamente faciale se concentrează, în general, pe tratamentul PRP și implică de obicei microneedling.
În aprilie 2024, CDC a anunțat că trei femei care fuseseră paciente la spitalul din Albuquerque, New Mexic, VIP Spa fusese diagnosticat cu HIV după ce a beneficiat de astfel de tratamente faciale. Alți aproape 200 de foști clienți și partenerii lor sexuali au avut rezultate negative la teste.
PRP a fost injectat în vagin, printr-o procedură numită „O-shot” sau „injecție pentru orgasm”, cu pretenții de îmbunătățire a orgasmului. Nicio dovadă nu susține astfel de afirmații.

### Doping
Tratamentele PRP pot încălca regulile anti-doping. Începând cu 2010, nu era clar dacă PRP ar putea avea un impact sistemic asupra nivelurilor de citokine circulante, afectând dopiteste ng și dacă tratamentele PRP au avut efecte anabolice sistemice sau afectează performanța. În ianuarie 2011, Agenția Mondială Antidoping a eliminat injecțiile intramusculare de PRP din interdicțiile sale după ce a stabilit că există o „lipsă a oricăror dovezi actuale privind utilizarea acestor metode în scopul îmbunătățirii performanței”.

## Istoric
La începutul anilor 1940, medicii foloseau extracte de factori de creștere și citokine pentru vindecare. Termenul „plasmă bogată în trombocite” a fost folosit pentru prima dată în 1954 de Kingsley, iar în anii 1960 au fost înființate primele bănci de sânge PRP, devenind populare până în anii 1970. În anii 1970, PRP a fost utilizat în hematologie, inițial pentru transfuzii pentru tratarea trombocitopeniei. Zece ani mai târziu, a fost utilizat pentru intervenții chirurgicale maxilo-faciale. PRP a fost utilizat pentru prima dată în Italia în 1987 într-o procedură chirurgicală pe cord deschis. În 2006, PRP a început să fie considerat o utilizare potențială atât pentru alopecia androgenică, cât și pentru alopecia areata.